# Silvacaneklostret

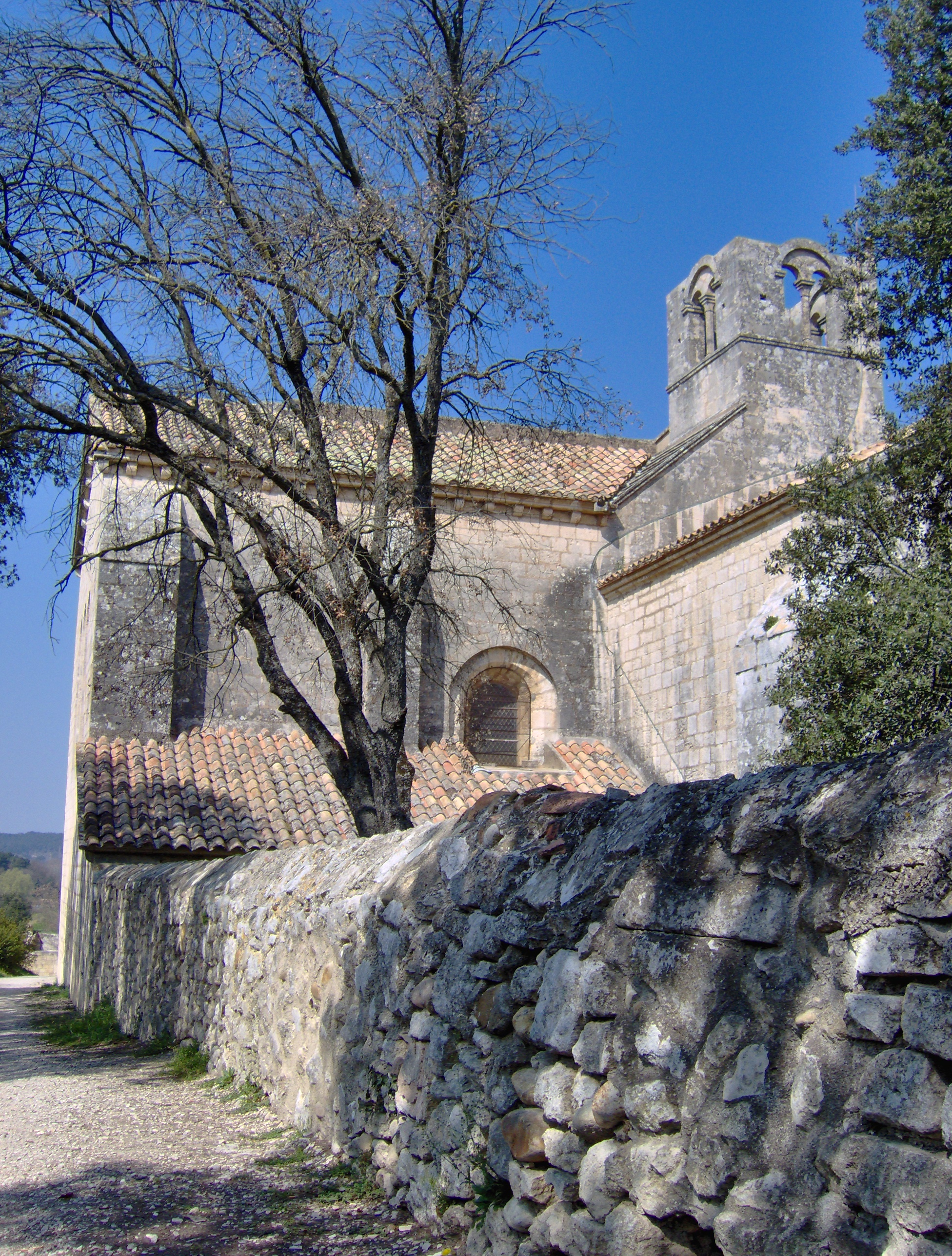
Klosterkyrkan

Silvacaneklostret, på franska L'Abbaye de Silvacane, är ett före detta cistercienserkloster som är beläget vid La Roque-d'Anthéron i Bouches-du-Rhône i Provence i södra Frankrike. Klostret byggdes i slutet av 1100-talet och upplöstes 1443. Det förlorade sin religiösa funktion i samband med den Franska revolutionen i slutet av 1700-talet. Det ägs idag av den franska staten och är öppet för allmänheten. Det används för konserter och andra kulturella tillställningar.
Klostret utgör tillsammans med två andra provensalska cisterienserkloster Sénanque och Thoronet de tre provensalska systrarna.

## Historia
Precis som var vanligt bland cistercienserordens kloster byggdes det på en avlägsen plats vid ett vattendrag. I det här fallet var vattendraget Durancefloden vid en plats övervuxen av vass. Namnet på latin är Silva Cana vilket betyder skog av vass. Det grundades cirka 1144 som en filial till cistercienserordens moderkloster i Morimond.
Klostret blomstrade mot slutet av 1100-talet efter att det fått värdefulla donationer av Guillaume de Fuveau och Raymond des Baux. Framgången retade benedektinermunkarna i klostret Montnajour. Dessa övermannade klostret år 1289 och tog cisterciensermunkarna som gisslan. Gisslan släpptes efter omfattande förhandlingar.
År 1358 plundrades klostret av en armé från Aubignan. Efter detta ökade klostrets ekonomiska problem och till slut blev munkarna tvungna att överge det. Byggnaderna tillföll katedralen i Aix-en-Provence och kyrkan blev sockenkyrka.
Byggnaderna fick förfalla under 1600- och 1700-talen och byggnaderna och ägorna auktionerades ut under den franska revolutionen. De blev då en del av en bondgård. År 1846 köpte den franska staten kyrkobyggnaden som varit privatägd av flera olika ägare. Kyrkan förklarades vara ett historiskt monument och en restaurering påbörjades. Övriga byggnader fick liten eller ingen uppmärksamhet och köptes upp av franska staten först 1949 och restaurationerna tog fart först på 1990-talet.

## Arkitektur
Byggnaderna från sent 1100-tal och 1200-talet är framförallt romanska men med vissa gotiska inslag. Enligt cisteriencisk byggnadstradition ligger fokus på enkelhet, anspråkslöshet och harmoni. Kyrkans interiör, helt utan dekorationer eller andra distraktioner, är ett typexempel på cisterciensisk 1100-talsarkitektur.